# Ca n'Elies (Castellbisbal)
Ca n'Elies és una masia de Castellbisbal (Vallès Occidental) protegida com a Bé Cultural d'Interès Local.

## Descripció
Masia d'estructura compositiva simple, amb planta rectangular, la façana del qual s'estructura amb planta baixa, pis i una coberta a dues vessants.
El portal d'entrada és de punt rodó dovellat.
Una de les finestres de la façana principal està emmarcada amb brancals de pedra i decorada amb petites escultures de caps humans que recorden al gòtic.